# Pachapaqui
Pachapaqui deriva de la frase en quechua patsa paki, donde patsa = tierra; paki = débil, frágil es un centro poblado del distrito de Aquia, en la provincia de Bolognesi, localizada en la zona sur-oriental de la región Áncash, ubicado a una altitud media de 3878 m s. n. m. (metros sobre el nivel del mar). Está situado en la cuenca del río Pativilca, la cual esta emplaza dentro de la Cordillera Huallanca, donde se ubican dos cumbres pachapaquinas por encima de los 5000 m s. n. m., las montañas El Burro y Yanashallash, cerca también el yacimiento paleontológico de Yanashallash con huellas de saurios de hace 150 millones años.
A su vez, es un anexo de la comunidad campesina de Aquia, una de las más importantes de la sierra norte del país. Asimismo es necesario mencionar, que un pequeño sector del pueblo, son obreros mineros, en las diferentes empresas del entorno, donde operan yacimientos mineros importantes, como es el caso del megaproyecto minero, de la Compañía Minera Antamina S.A., pasando por el poblado mismo el mineroducto de dicha empresa, de Yanacancha hacia el Puerto de Lobitos, ubicado en el puerto de Huarmey, en el litoral peruano.
Este pintoresco poblado más conocido como Puerta del Cielo de aproximadamente mil habitantes, mayormente dedicado a la crianza de ganados vacuno y lanar, y en pequeña escala a la agricultura.

## Historia

### Prehistoria

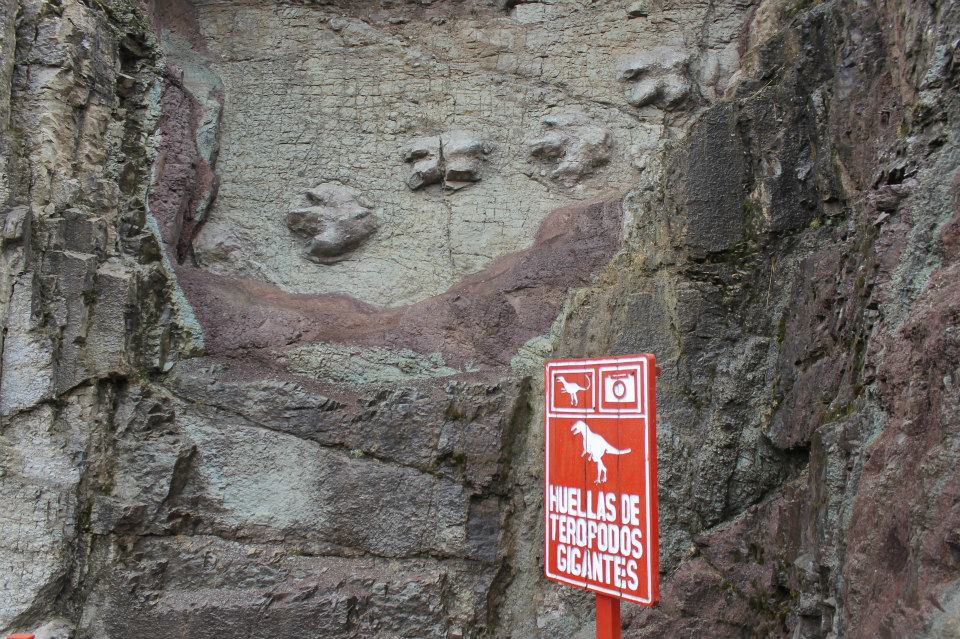
Huellas de dinosaurio terópodo en Yanashallash. Pertenecientes al Albiense (Cretácico).

En 2002 cuando un grupo de obreros puso al descubierto huellas fosilizadas de dinosaurios durante la construcción de la carretera Conococha-Yanacancha en el sector de Yanashallash, provincia de Bolognesi. Las pisadas tienen millones de años de antigüedad y aparecen de forma desordenada y en diferentes tamaños. Están ubicadas entre los 4400 y los 5100 m s. n. m. Se trata de dinosaurios de la era jurásica y según las huellas corresponden al menos a cuatro variedades de estos animales, tales como la de un carnívoro gigantesco que supera en sus dimensiones al famoso tyrannosaurus y la de algunos saurópodos que tienen más de 20 metros de largo y pesan decenas de toneladas.
El hallazgo de estos restos fósiles ha ocurrido por primera vez en un rango de altitud tan elevado. Las más de 200 pisadas, correspondientes a unas 12 especies de animales, corresponderían al cretácico, hace unos 120 millones de años. También se encontraron restos óseos fosilizados.

### Historia reciente
Inicialmente fue un pequeño lugar de pastores, que vivían de la crianza de ganado, sin descuidar de la agricultura, que desarrollaban en la parte baja del distrito de Aquia, conforme a la teoría de John Murra, del uso trasversal de los pisos ecológicos, que evidentemente tiene valor y vigencia, para muchos poblados andinos de esta párte de América; es así que, mediados del siglo XX, fue paulatinamente formándose un poblado, a raíz de la exploración y explotación minera en el lugar, hasta que en los años setenta - tiempos de la reforma agraria del general Juan Velasco Alvarado se dio la famosa ley de la reforma agraria, que terminó confiscando la tierra de los terratenientes y consecuentemente dando nacimiento y formalizando las Comunidades Campesinas, que a pesar de los avatares de la historia, aún vivían conforme a sus tradiciones, usos y costumbres, incluso prehispánicos sobreviviendo en la colonia misma, por lo que con el tiempo devino en un anexo, sino el más importante, en una de las bases más firmes e importantes de la comunidad campesina de Aquia.

## Geografía

### Ubicación
El centro poblado de Pachapaqui se encuentra a 3800 m s. n. m. (metros sobre el nivel del mar), sobre una plataforma de relieve uniforme, en la ladera occidental (mirando de sur a norte) del cañón del río Pativilca, en la parte sureste oriental del departamento de Áncash. Parte de su territorio que incluye a los pisos altitudinales: Suni y Puna se localiza en la zona sur de la Cordillera Blanca. Su rango de altitud comprende desde los 3400 m s. n. m. en Tallenga hasta los 4700 m s. n. m. en el Cerro Yanashalash. El centro poblado de Pachapaqui se encuentra en la región Puna.
| Noroeste: Distrito de Cátac | Norte: Distrito de Huallanca | Noreste: Distrito de Huallanca |
| Oeste: Distrito de Cátac    |                              | Este: Distrito de Huallanca    |
| Suroeste Distrito de Aquia  | Sur: Distrito de Aquia       | Sureste: Distrito de Aquia     |

### Clima
Por su altitud, según Javier Pulgar Vidal, se ubica en la Región Suni o jalca, lo cual le otorga un clima templado frío con temperatura anual de 12 °C, seco durante los meses de mayo a octubre, precipitaciones desde octubre a abril. Puede producirse algunas heladas entre junio, julio y agosto. 
La temporada de lluvia es de diciembre a marzo y se caracteriza por fuertes lluvias y apariciones de niebla que pueden permanecer todo el día en el valle. La presencia de heladas en los mes de julio a septiembre. 
El resto del año es seco, con días mayormente soleados. Sin embargo, aparece en julio y agosto por un corto tiempo nubes y lluvias breves.

## Comunicaciones y transporte

### Transporte público
Hacia el poblado se llega de tres formas.
- Lima: Desde Lima mediante la Carretera Panamericana Norte, hasta Paramonga (km 200 aproximadamente) desviándose hacia Chasquitambo y ascendiendo mediante una carretera asfaltada que conduce al pueblo de Conococha y tomando el desvío hacia la carretera Antamina.
- Huaraz: Se llega desde Huaraz, mediante el desvío en la localidad de Conococha (4100 m s. n. m.) tomando el desvío hacia la carretera Antamina.
- Huánuco: Desde La Unión como el caso anterior, se toma el bus que parte hacia la ciudad de Lima.
- En ambos casos, las vías están asfaltadas.

## Turismo y fiestas

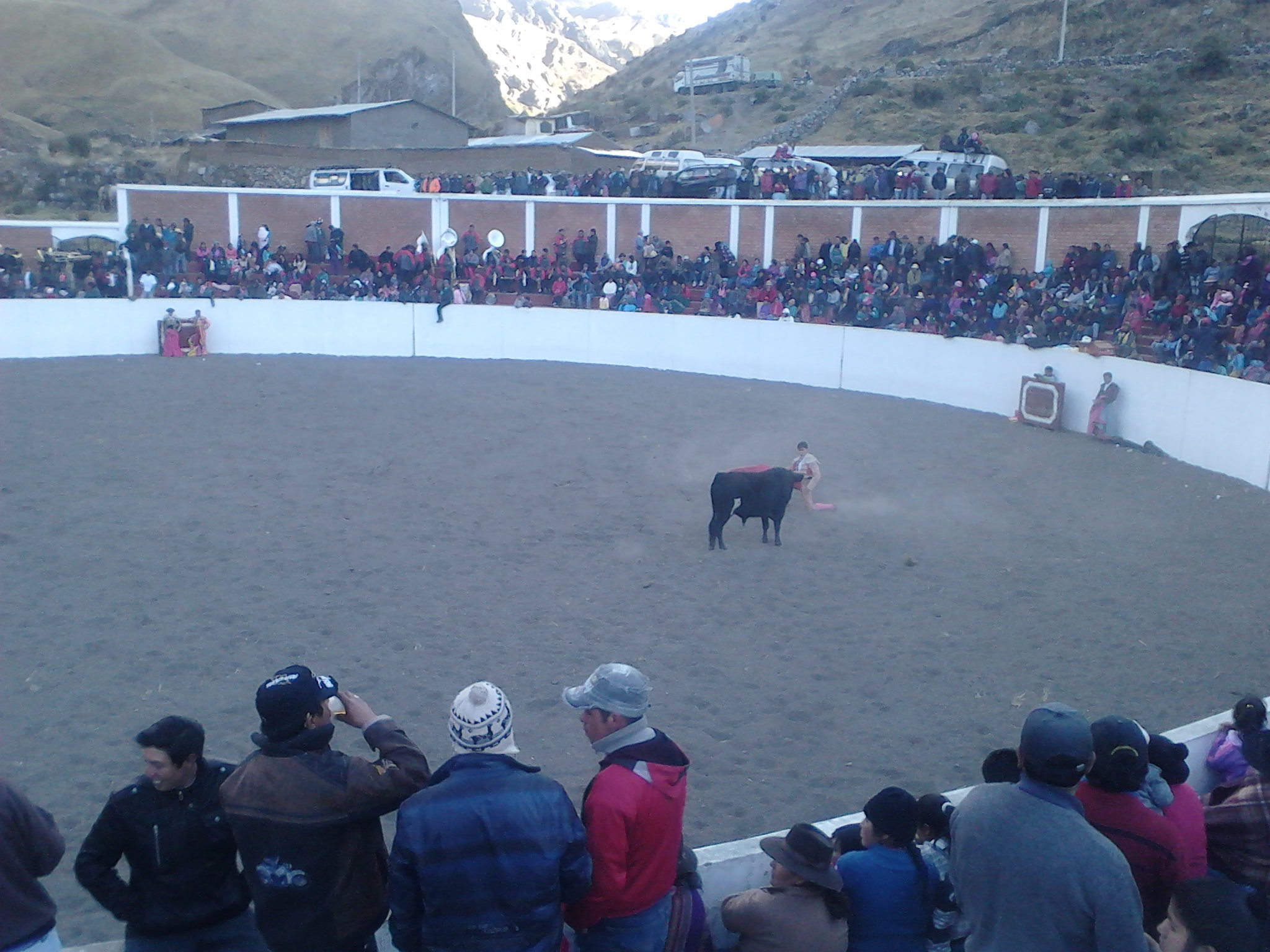
Tarde taurina que se realizan el 7 y 8 de julio.

Los pachapaquinos celebran fiestas tradicionales como a Sagrado Corazón de Jesús el 6 de julio y el nacimiento de Jesucristo en 25 de diciembre, con una serie de festividades que harían palidecer a cualquier economista preocupado por la recesión, que no sabría explicarse cómo hay tanto derroche de dinero y entusiasmo. 
- Sagrado Corazón de Jesús (4 al 8 de julio): La principal celebración que se festeja en el pueblo de Pachapaqui es la que se dedica cada 4 de julio de todos los años. Es una celebración que dura varios días e involucra a toda la comunidad. A su vez, conlleva toda una serie de prácticas discursivas, tales como ritos religiosos, procesiones, corridas de toros, cánticos, bailes, música, comidas, bebidas, entre otras muchas interacciones sociales.

Es la fiesta mayor en honor al patrón Sagradito como se le llama cariñosamente. Realizada voluntariamente por los habitantes a los que se les llama («capitanes», «estandarte» y «mayordomos»), estos reciben ayuda generalmente de los familiares y amigos donan dinero, víveres o ayudando en alguna actividad relacionada con la atención de los invitados durante la salva, víspera, día central y el día de la tarde taurina.
Las celebraciones inician el día 4 en la tarde con la tradicional salva, dando recepción a las bandas de música y orquestas de los funcionarios de la fiesta, y en la noche inicia el baile popular y queman fuegos artificiales en la plaza de armas. Día 5 en la mañana se da el compartir el tradicional caldo de cabeza, plato típico de la fiesta en la casa de los funcionarios, a rededor de las 10 AM se inicia el reparto del famoso colado de fréjoles (dulce), ofrecido por el estandarte para la ciudadanía en general. En la tarde se arma las capillas en el barrio arriba y barrio abajo de la Av. Túpac Amaru, a cargo de los mayordomos. En la noche se da una misa de víspera y procesión del patrón "Sagrado Corazón de Jesús" por la principal calle y luego baile general y quema de castillo ofrecido por el estandarte en la plaza.
El 6 es el día central, se da inicio a las visitas entre los mismos funcionarios. Luego antes del mediodía se brinda una misa solemne del Día Central en honor al "Sagrado Corazón de Jesús" y procesión visitando las capillas de los mayordomos. Almuerzo general brindado por el estandarte y los demás funcionarios. en la noche gran presentación de bandas musicales de los funcionarios en la plaza de armas para el concurso organizado por la Municipalidad de Pachapaqui y luego continua el baile en general.
El 7 de julio inicia la primera tarde taurina, a cargo del primer capitán, con toros traídos de la zona y toros de casta que se realiza en la moderna plaza de toros. El 8 de julio segunda tarde taurina ofrecida por el segundo capitán con torero cómicos del Distrito de Huallanca y elección de nuevos funcionarios para el siguiente año en la Plaza de Armas con la presencia del alcalde menor del pueblo ante la imagen del "Sagrado Corazón de Jesús" y la tradicional despedida.
- Navidad (24, 25 y 26 de diciembre): Adoración al niño Jesús por los «Negritos» y «Pastorcitos», quienes adoran al niño entonando villancicos.

Baile de los Negritos y Pastorcitos por las calles y plazas con motivo de la Navidad, acompañados por bandas de músicos y Roncadoras.

## Deporte

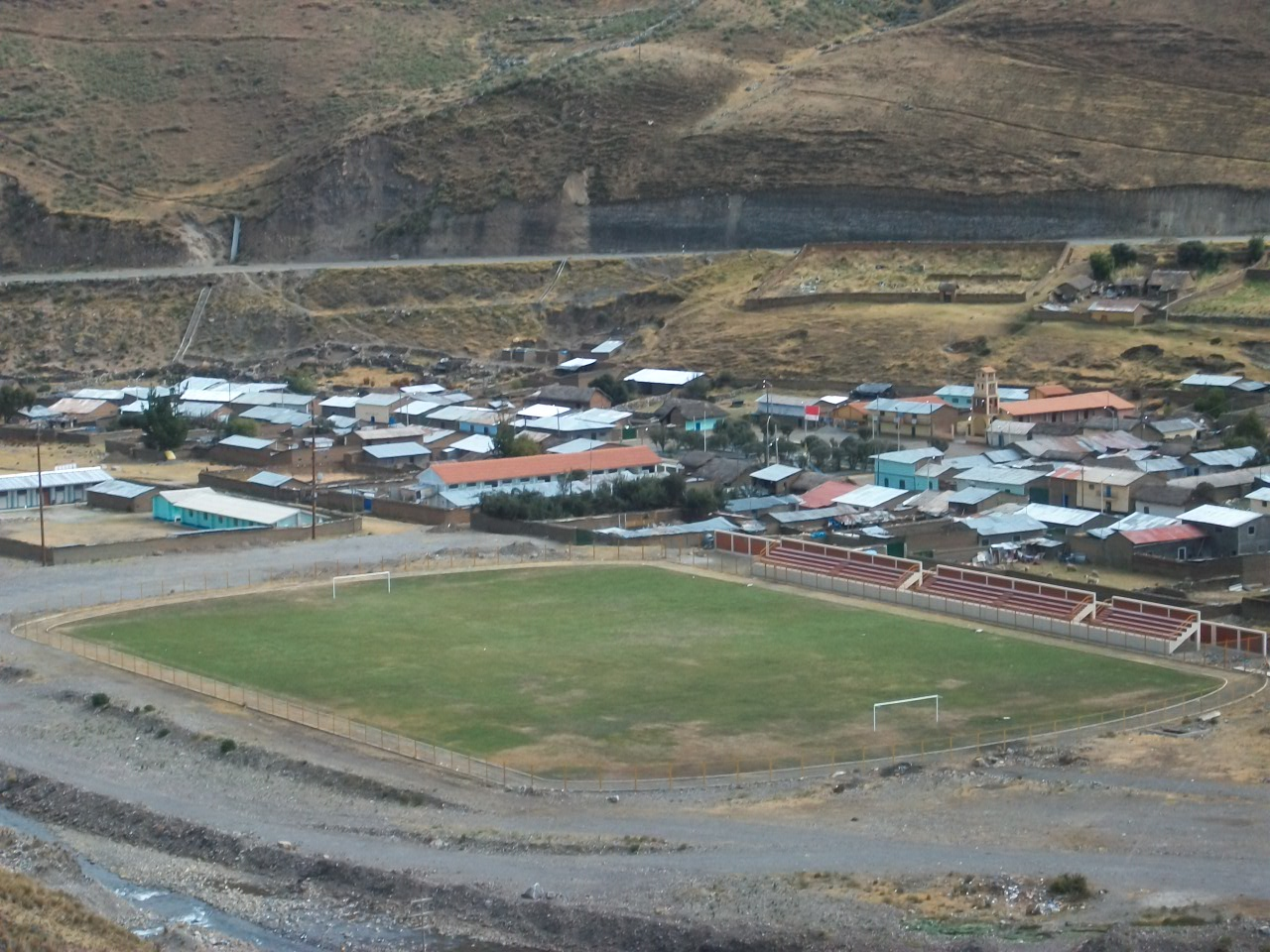
Estadio Municipal

El fútbol es sin duda el deporte más popular de los habitantes de Pachapaqui. Entre los clubes históricos del Distrito se encuentran el Club Deportivo Condor y el Club Sagrado Corazón de Jesús.
El principal recinto deportivo para la práctica del fútbol es el Estadio Municipal, inauguración 2010 y que cuenta con una capacidad máxima para 1000 espectadores.